# Les Sirènes de Titan
Les Sirènes de Titan (titre original : The Sirens of Titan) est un roman de Kurt Vonnegut publié en 1959. Il est difficilement classable, même s'il reprend, en les subvertissant, beaucoup des thèmes de la science-fiction « classique ».

## Résumé
Le héros (ou plutôt le protagoniste) est Malachi Constant, né à Hollywood, Californie, et l'homme le plus riche de l'Amérique du XXIIe siècle. Il bénéficie d'une chance extraordinaire qu'il attribue à la grâce divine, et qu'il a utilisée pour construire sa fortune à partir de celle de son père, mais il n'a rien fait d'autre de significatif, menant une existence de dandy. Nous le suivons dans un voyage qui l'amène de la Terre à Mars pour préparer une guerre interplanétaire, puis vers Mercure avec un des Martiens survivants de cette guerre, puis de retour sur Terre où il est mis au pilori en raison de son arrogance, et finalement sur Titan (la lune de Saturne) où il rencontre (à nouveau) Winston Niles Rumfoord, l'homme qui semble responsable de la chaîne des événements qui ont amené sa chute.
Rumfoord lui-même vient d'un milieu fortuné de la Nouvelle-Angleterre. Sa fortune personnelle était suffisante pour financer la construction d'un vaisseau spatial privé, et il est devenu explorateur. Voyageant entre la Terre et Mars, son vaisseau (le transportant, lui et son chien Kazak) pénétra dans un phénomène connu sous le nom d'infundibulum chrono-synclastique, défini par Vonnegut comme « un de ces endroits… où toutes les différentes sortes de vérité se rejoignent ».
Vonnegut note qu'une description plus détaillée de ce phénomène ne ferait qu'embrouiller l'homme de la rue, et serait insultante pour les experts ; aussi il se contente de "citer" un article d'une encyclopédie (fictive) pour enfants (il est amusant de noter qu'une bonne partie des connaissances de Vonnegut sur le système solaire vient d'une source similaire). D'après cet article, l'Univers est si vaste qu'il y a de nombreuses façons possibles de l'observer, qui sont toutes également valables, puisque les peuples situés trop loin les uns des autres ne peuvent communiquer entre eux (et donc ne peuvent être en désaccord). Les infundibula chrono-synclastiques sont ces lieux où ces "façons d'avoir raison" coexistent. 
En pénétrant dans l'infundibulum, Rumfoord et Kazak deviennent des "phénomènes ondulatoires", ce qui est un peu semblable aux ondes de probabilités de la physique quantique. Ils existent partout sur une spirale s'étirant du Soleil à Bételgeuse. Quand une planète telle que la Terre rencontre leur spirale, Rumford et Kazak s'y matérialisent temporairement. Rumfoord est également devenu conscient du passé et de l'avenir. Tout au long du roman, il prédit des événements futurs et (sauf lorsqu'il ment délibérément) ses prédictions se réalisent toujours.
C'est dans ces conditions que Rumfoord a établi l'« Église de Dieu, le Suprêmement Indifférent » sur Terre pour unir la planète après l'invasion martienne, qu'il a lui-même provoquée en se matérialisant sur différentes planètes. Sur Titan, le seul endroit où il puisse exister comme un être humain solide, et non comme une projection, Rumfoord s'est lié d'amitié avec un explorateur venu de Tralfamadore (un monde qui apparaît aussi dans d'autres romans de Vonnegut, tout particulièrement dans Abattoir 5 ou la Croisade des enfants), lequel a besoin d'un petit accessoire métallique pour réparer son vaisseau spatial endommagé.
Salo, l'explorateur, est en fait un robot construit de nombreux millénaires plus tôt pour transporter un message de Tralfamadore vers une galaxie lointaine. Son vaisseau est propulsé par la "Volonté Universelle de Devenir" (la VUDD), le "premier moteur" qui pousse la matière et l'ordre à apparaître à partir du néant (Vonnegut explique que la VUDD est responsable de l'apparition de l'Univers, et est la plus grande source d'énergie imaginable). Un petit composant du vaisseau a lâché, l'immobilisant dans le système solaire. À sa demande d'aide aux Tralfamadoriens, ceux-ci ont répondu en manipulant l'histoire humaine pour que les Terriens évoluent et finissent par créer une civilisation capable de produire la pièce de rechange. Stonehenge, la Grande Muraille de Chine et le Kremlin de Moscou sont en fait des messages dans la langue tralfamadorienne, informant Salo des progrès de son dépannage.
Il s'avèrera que la pièce de rechange est une petite bande de métal arrondie et percée de deux trous. Quant au message de Salo, qui est la raison pour laquelle toute l'histoire de l'humanité a été manipulée, il consiste en un simple point, qui signifie, en tralfamadorien, « Salut ».
La bande de métal est apportée à Salo par Constant et son fils Chrono (qu'il a eu de l'ex-femme de Rumfoord). Une éruption solaire vient alors perturber la spirale de Rumfoord, l'envoyant lui et Kazak (séparément) dans les profondeurs de l'espace. Un peu plus tôt, une dispute entre Rumsfoord et Salo, non résolue à cause de la disparition de Rumsfoord, amène Salo, désemparé, à se désassembler, laissant les humains sur Titan sans moyens de retour. Chrono choisit de vivre parmi les oiseaux de Titan ; trente-deux ans plus tard, sa mère meurt, et Constant parvient à réassembler Salo.
Salo renvoie Constant sur Terre, dans la banlieue d'Indianapolis, où Constant mourra. En mourant, il ressentira une hallucination plaisante secrètement implantée dans son cerveau par Salo, ce qui donne au roman un happy end ironique.
Le titre provient d'un groupe de statues que Salo a sculptées à partir de « tourbe de Titan ». Les statues, finalement submergées dans la piscine de Rumfoord, représentent trois superbes femmes. Constant utilise leur image dans une publicité pour cigarettes, en en tentant de diminuer leur effrayante beauté par un mercantilisme vulgaire.